# Доне-Вардиште
Доне-Вардиште (серб. Доње Вардиште / Donje Vardište) — село в общине Вишеград Республики Сербской Боснии и Герцеговины. Население составляет 94 человека по переписи 2013 года.

## Географическое положение
Располагается в долине реки Рзав на границе с Сербией на дороге Вишеград — Ужице. В окрестностях села находятся огромные запасы железной руды (ок. 1 млрд. т) с 26 % металла. В Вардиште происходит слияние рек Бели-Рзав и Црни-Рзав.

## Культура и общество
В селе Доне-Вардиште располагается женский Монастырь Вознесения Господня. Также есть любительская футбольная команда.